# Duhonw

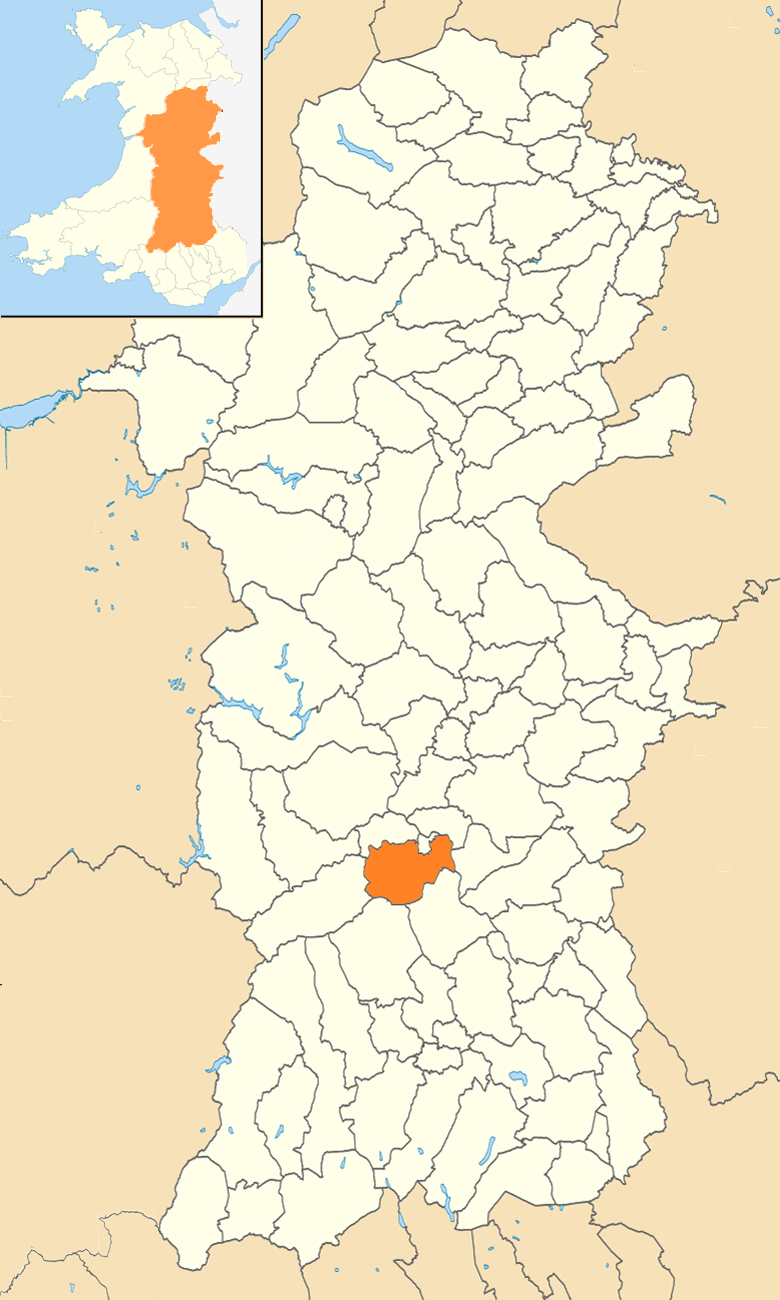
Mapa de localização da comunidade (freguesia) de Duhonw em meados de Powys, País de Gales.

Duhonw é uma comunidade rural localizada em Powys, Gales, ao sul de Builth Wells (em galês:  Llanfair ym Muallt), compreendendo fazendas e residências dispersas. Sendo coberta por uma área de 4 376 hectares (17 sq mi), é limitada ao norte pelo Afon Irfon (rio), ao sul por Mynydd Epynt e Banc y Celyn; a leste pelos rios Duhonw e Wye (Afon Gwy). (Afon Gwy). Llangammarch Wells' (em galês:  Llangamarch) está ao seu oeste.
A população de Duhonw era de 294, de acordo com o censo realizado em 2011 no Reino Unido; uma queda de 2% desde as 300 pessoas observadas neste mesmo ano.
O censo de 2011 mostrou que 14,6% da população estava apta a falar  galês, datando um aumento de 9,2%.
O Conselho da Comunidade de Duhonw foi criado na sequência de uma avaliação de 1985 pela Local Democracy and Boundary Commission for Wales (Comissão de Fronteiras do Governo Local do País de Gales), abrangendo as quatro pequenas comunidades de Llanddewi'r Cwm, Llangynog, Llanynis e Maesmynis.